# Orencio de Auch
San Orencio de Auch (Huesca, Aragón o el Alto Urgel, ? - Auch, primera mitad del siglo V), en latín Orientius fue, según la tradición, obispo de Auch. Venerado como santo, su festividad es el primero de mayo.
La tradición aragonesa le hace originario de Huesca y hermano de San Lorenzo y, por lo tanto, lo sitúa en el siglo III, cosa imposible desde una perspectiva histórica. Es posible que fuese un santo real, obispo de Auch, pero alrededor de su figura se tejieron una serie de leyendas que fueron recogidas por Francisco Diego de Aínsa, quien publicó en 1612 Traslación de las reliquias del glorioso pontífice San Orencio ... de Aux a Huesca, su cara y amada patria.... 
Según esta tradición, Orencio era hijo de Orencio y Paciencia de Huesca, matrimonio que vivía cerca de la ciudad de Huesca, en Lauretum (donde hoy está el Santuario de Loreto), y sería hermano menor del que sería San Lorenzo. Cuando su madre murió, habiendo Lorenzo marchado a Roma, su padre, que tenía el mismo nombre de pila que su hijo, tuvo un sueño donde un ángel le dijo que cogiera a su hijo y lo llevara al otro lado de los Pirineos sin detenerse hasta que la luz que los guiara se apagase.
Ambos Orencio partieron y llegaron a Tarbes, donde la luz desapareció, y allí se establecieron. Al igual que en Huesca, vivieron de las tareas agrícolas hasta que al hijo se le eligió obispo de Auch. Entonces el padre volvió a Huesca. 
A partir de aquí historia y leyenda parecen ponerse en parte de acuerdo: gobierna la sede con justicia, destruye santuarios paganos y evangeliza la zona, convirtiéndose en apóstol de los vascones.
Cuando se produjo el sitio de Toulouse, logró la paz entre visigodos y romanos, y este hecho fue fundamental para que fructificara la posterior coalición contra Atila.
Se conservan 24 salmos atribuidos al santo en un códice de Tours.
Hay tres vidas de santos que asimilan «Or(i)entius», uno de los primeros obispos de Auch, con Orientius, un poeta cristiano de lengua latina del que se ha conservado, principalmente, una especie de largo sermón en dísticos elegíacos titulado por Sigeberto de Gembloux (Viri illustres, § 34) Commonitorium fidelium. Este poema, cuyo primer libro editó el jesuita español Martín Antonio del Río en Amberes en 1600, aunque constaba de dos libros con un total de 1036 versos, alecciona al hombre para que se ponga en guardia contra los obstáculos para su salvación: la mujer («La mujer es la primera causa del mal sobre la tierra»), la envidia, la lujuria, la guerra, la ebriedad, la vanagloria. El texto recoge una mezcolanza de citas de poetas paganos y cristianos. El autor precisa que es galo (III, 184), y que la Galia es en su época dominio de bárbaros.